# Forest Oaks
Forest Oaks – jednostka osadnicza w Stanach Zjednoczonych, w stanie Karolina Północna, w hrabstwie Guilford.